# L'Île aux voix
L'Île aux voix (The Isle of Voices) est une nouvelle écrite par Robert Louis Stevenson, publiée en 1893.

## Historique
L'Île aux voix est une nouvelle écrite par Robert Louis Stevenson, publiée en février 1893 dans le National Observer (UK) puis dans le volume des Veillées des Îles en avril 1893.

## Résumé
Dans l'île de Molokai, à Hawaï, Keola et sa femme vivent avec le père de celle-ci, Kalamake, un sorcier célèbre qui semble avoir une ressource inépuisable d'argent malgré son inactivité.
Un jour, Kalamake utilise un sort pour se rendre avec Keola dans une île inconnue où ils sont invisibles aux habitants. Là, en brûlant les feuilles d'un certain arbre, les coquillages de l'île sont transformés en pièces de monnaie puis transportés à la maison.
Keola essaye de soutirer plus d'argent à Kalamake, mais celui-ci l'abandonne en mer. Sauvé par un bateau qui se dirige vers les îles Tuamotus, Keola, brimé par le commandant en second, saute à la mer en vue de la terre. À sa stupéfaction, il découvre qu'il est dans l'île où Kalamake ramassait ses dollars.
Ayant fait la connaissance des habitants de l'île (des cannibales ayant l'intention de le manger !), Keola découvre que non seulement Kalamake mais aussi d'autres visiteurs invisibles dont on n'entend que les voix, venant de toutes les parties du monde, récoltent là des coquillages. Il propose aux insulaires de se débarrasser de ces manifestations importunes en détruisant l'arbre nécessaire à leur magie. Cette solution provoque une bataille énorme entre les magiciens invisibles et les insulaires. Dans la confusion, Keola est sauvé par sa femme, qui a utilisé les incantations de son père pour venir elle-même dans l'île. Ils sont magiquement transportés dans leur maison à Hawaï, abandonnant Kalamake dans l'île et « si, grâce à Dieu, il pouvait seulement y rester, tout irait bien ».

## Éditions en anglais
- The Isle of Voices, en feuilleton dans le National Observer (UK) en février 1893.
- The Isle of Voices, dans Island Nights' Entertainments  chez Cassel and Company, 1893

## Traductions en français
- L'Île aux voix, traduit par ...
- L'Île aux voix, traduit par Mathieu Duplay chez Gallimard, coll. « Bibliothèque de la Pléiade », 2018.

## Adaptations
- The Isle of Voices - Court métrage diffusé en 1996 à la télévision écossaise.

## Liens
- (en) Cet article est partiellement ou en totalité issu de l’article de Wikipédia en anglais intitulé « The Isle of Voices » (voir la liste des auteurs).
- (en) The Isle of Voices sur Wikisource